# Sieniawski

Das Adelswappen der Familie Sieniawski, Wappengemeinschaft Leliwa

Sieniawski ist der Name eines Magnatengeschlechts der polnischen Szlachta, das der Wappengemeinschaft Leliwa angehörte. Die weibliche Form des Namens lautet Sieniawska.
Die Sieniawskis stellten zur Zeit des Königreichs Polen und Polen-Litauens mehrere bedeutende Staatsmänner, die verschiedene Staatsämter bekleideten, zum Beispiel waren sie Hetmanen, Wojewoden oder Kastellanen. 
Sieniawski ist der Familienname folgender Personen:
- Mikołaj Hieronim Sieniawski (1645–1683), polnischer Feldherr (Feldhetman der polnischen Krone) und Staatsbeamter (Wojewode, Starost, Sejmmarschall, Großbannerträger-, Hofmarschall- und Großwächter der polnischen Krone);
- Adam Mikołaj Sieniawski (1666–1726), polnischer Feldherr (Feld- und Großhemtan der polnischen Krone) und Staatsbeamter (Wojewode, Starost, Kastellan);